# Festina Lente, Cauta Fac Omnia Mente

Wapen van de gemeente Venlo, met aan de onderzijde de wapenspreuk

De Latijnse spreuk Festina Lente, Cauta Fac Omnia Mente is de officiële wapenspreuk van de Nederlandse plaats Venlo.

## Hoge Raad van Adel
In 2004 werd de wapenspreuk toegevoegd aan het officiële wapen van Venlo, op een lint onder het wapen zelf.
De spreuk werd in ieder geval gebruikt vóór 1795 al gebruikt. Om die reden heeft de Hoge Raad van Adel de toevoeging van de spreuk goegdgekeurd.

## Betekenis
De spreuk betekent in het Nederlands: Haast je langzaam, gebruik je (gezonde) verstand of haast je langzaam, doe alles in overleg.

## Muziek
De spreuk komt onder andere voor in een carnavalsliedje in het Venloos van Frans Boermans en Thuur Luxembourg. Een fragment:
[…]

Weej halde door zoeëlang 't geit

Wies d'n haan weer haet gekreijd

Festina lente

En 't is nog zoeë vruug
[…]

Wij gaan door zolang het gaat

Totdat de haan weer heeft gekraaid

Festina lente

En het is nog zo vroeg

## Festina Lente straatjes
Op 26 maart 2022 werden de Gasthuisstraat, Jodenstaat en Klaasstraat door lokale ondernemers omgedoopt tot de Festina Lente straatjes. De naam is een verwijzing naar de stadsspreuk. Diezelfde dag werd het eerste Festina Lente feest georganiseerd.

## Varia
- Er is ook een bockbier dat verwijst naar de wapenspreuk, Festina Lentebock (Venlose Vrind).